# Deep Throats
Deep Throats (с англ. — «Глубокие глотки») — 23-я серия четвёртого сезона мультсериала «Гриффины». Премьерный показ состоялся 9 апреля 2006 года на канале FOX.

## Сюжет
Мег устраивается на практику помощником мэра Куахога Адама Веста. Все восхищены этим, а над Брайаном издеваются, потому что он безработный.
Пёс устраивается таксистом, и вскоре (после получения штрафа за неправильную парковку на 400 долларов) начинает подозревать мэра в коррупции, однако Мег уверяет Брайана в обратном, что Вест — хороший человек, и просит Брайана прекратить свои дурацкие подозрения. Тем не менее, Брайан и Стьюи решают вывести своего мэра на чистую воду.
После встречи с секретным информатором Брайан узнаёт, где сегодня ночью будет Адам Вест, и отправляется со Стьюи в этот мотель. Прибыв на место, они устраивают слежку за мэром сквозь стену, и обнаруживают, что у него отношения с Мег. Воспользовавшись случаем, Брайан фотографирует влюблённых и угрожает опубликовать снимок, если мэр не оставит свой пост. Между Мег и Адамом происходит сложный разговор: мэр хочет прекратить отношения, чтобы фотография не увидела свет, и не хочет компрометировать Мег. Подслушав эту беседу, Брайан понимает, что Адам, действительно, не так уж и ужасен, как он полагал. Пёс уничтожает фотографию и извиняется перед Мег.
Между тем Питер и Лоис решают принять участие в Шоу талантов. Они хотят исполнять фолк-музыку, как делали это в 80-х. Они начинают писать песни и курить марихуану для вдохновения. Их поведение становится странным, что беспокоит остальную семью. В итоге они не выигрывают конкурса, а их победа оказывается лишь наркотической галлюцинацией. Это им объясняет Крис, неизвестно каким образом оказавшийся в зрительном зале.
Эпизод заканчивается «песней» Стьюи о вреде марихуаны.

## Создание
Автор сценария: Алекс Борштейн
Режиссёр: Грег Колтон
Приглашённые знаменитости: Адам Уэст, Джон Бенджамин и Фрэнк Уэлкер

## Интересные факты